# Xã Niles, Quận Cook, Illinois
Xã Niles (tiếng Anh: Niles Township) là một xã thuộc quận Cook, tiểu bang Illinois, Hoa Kỳ. Năm 2010, dân số của xã này là 105.882 người.